# Перлов, Иван Дмитриевич
Иван Дмитриевич Перлов (9 [21] апреля 1845, Муром, Владимирская губерния — 14 [26] августа 1886, Муром, Владимирская губерния) — российский государственный и общественный деятель, городской голова города Мурома (1880—1884); купец первой гильдии, потомственный почётный гражданин, библиофил.

## Биография
Родился 9 апреля 1845 года в Муроме.
С 1880 по 1884 год был на выборной должности муромского городского головы.
Библиофил. Выявленные книги из книжного собрания И. Д. Перлова находятся в Муромской городской библиотеке и датируются второй половиной XIX века. Книги переплетены владельцем. На некоторых экземплярах внизу на корешке есть суперэкслибрис в виде тисненых инициалов «И. П.». Надпись, как правило, вверху на титульном листе либо на форзаце черными чернилами: «Из книг Ивана Перлова» или «Из книг Ивана Дмитриевича Перлова». Иногда просто «Иван Перлов». Отличительная особенность этой библиотеки — комплектование книгами по естествознанию. С большой долей вероятности можно предположить, что библиотека И. Д. Перлова была отраслевая. Все сохранившиеся книги из библиотеки И. Д. Перлова впоследствии попали в собрание А. Ф. Жадина.
Скончался 14 августа 1886 года и похоронен на Напольном кладбище.